# Becudet de Kretschmer
El becudet de Kretschmer (Macrosphenus kretschmeri) és un ocell de la família dels macrosfènids (Macrosphenidae).

## Hàbitat i distribució
Viu als clars del bosc i matoll costaner de les terres baixes de l'extrem sud-est de Kenya, centre i est de Tanzània i nord-est de Moçambic.